# Hibbertia fitzgeraldensis
Hibbertia fitzgeraldensis är en tvåhjärtbladig växtart som beskrevs av Judith Roderick Wheeler. Hibbertia fitzgeraldensis ingår i släktet Hibbertia och familjen Dilleniaceae. Inga underarter finns listade i Catalogue of Life.